# Walther Ludwig (Mathematiker)
Walther Ernst Paul Ludwig (* 10. Juni 1876 in Breslau; † 20. Dezember 1946 in Dresden) war ein deutscher Mathematiker sowie Rektor der Technischen Hochschule Dresden.

## Leben

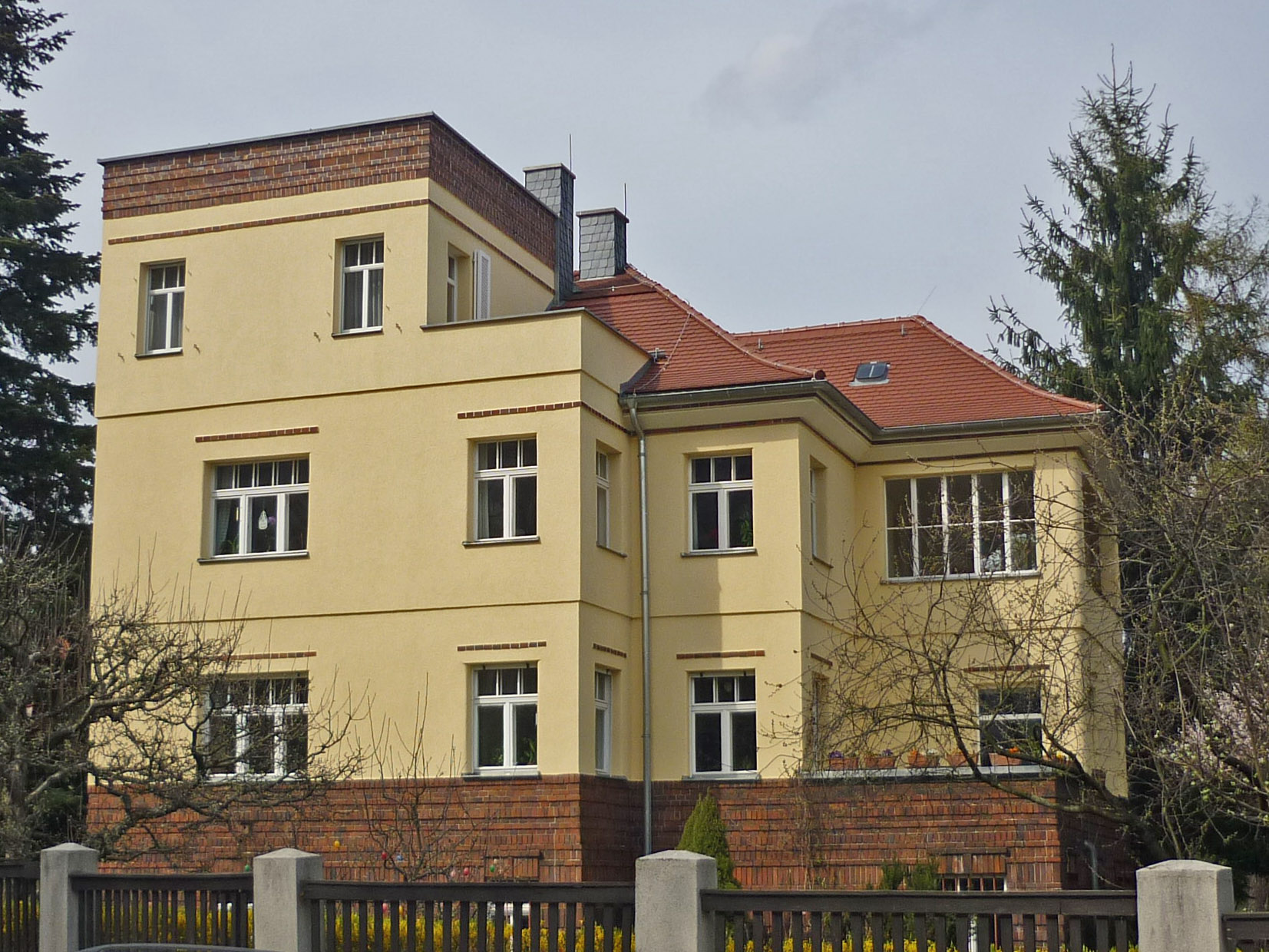
Wohnhaus von Walther Ludwig

Ludwig kam als Sohn von Robert Ludwig, Direktor des Realgymnasiums in Breslau und Doktor der Philosophie, und seiner Frau Maria, geb. Börner, in Breslau zur Welt.  Nach dem Abitur in Breslau studierte Ludwig ab 1894 Mathematik und Physik an den Universitäten in Breslau, Freiburg, München und Göttingen und promovierte sich 1898 mit einer Arbeit zum Thema Über die Ebenen, welche aus einer Fläche II. Grades einem gegebenen Kegelschnitt ähnliche Kegelschnitte ausschneiden an der Universität Breslau. Er ging anschließend an die Technische Hochschule Karlsruhe, wo er ab 1902 als Assistent lehrte. In Karlsruhe verfasste er bis 1904 seine Habilitation zum Thema Projektive Untersuchungen über die Kreisverwandtschaften der nichteuklidischen Geometrie und war anschließend als Privatdozent tätig. Er heiratete 1907 in Karlsruhe die Lehrerin und Kaufmannstochter Martha Magda Maria Faber.
Im Jahr 1907 wurde Ludwig zum Professor für Darstellende Geometrie an die Technische Hochschule Braunschweig berufen und kam 1909 als Professor für Darstellende Geometrie an die Technische Hochschule Dresden. Er wurde dabei Nachfolger des Schweizer Mathematikers Martin Disteli (1862–1923). Im Studienjahr 1930/1931 stand Ludwig der Hochschule als Rektor vor. Als Rektor setzte er sich für die politische Neutralität der Studentenschaft ein, gehörte jedoch 1933 zu den Professoren der TH Dresden, die das Bekenntnis der deutschen Professoren zu Adolf Hitler unterzeichneten. Die Professur für Darstellende Geometrie hatte Ludwig an der TH Dresden durchgängig inne, bis er 1941 emeritiert wurde und Wilhelm Schmid sein Nachfolger wurde.
Im Jahr 1946 war Ludwig erneut als Professor für Darstellende Geometrie an der wiedereröffneten TH Dresden tätig, verstarb jedoch bereits im Dezember 1946. Zuletzt wohnte er auf der Godeffroystraße 4 (heute Leonhard-Frank-Straße).

## Publikationen (Auswahl)
- 1898: Über die Ebenen, welche aus einer Fläche II. Grades einem gegebenen Kegelschnitt ähnliche Kegelschnitte ausschneiden (Dissertation)
- 1904: Projektive Untersuchungen über die Kreisverwandtschaften der nichteuklidischen Geometrie (Habilitation)
- 1919: Lehrbuch der darstellenden Geometrie 1. Das rechtwinklige Zweitafelsystem: Vielflache, Kreis, Zylinder, Kugel. Springer, Berlin.
- 1922: Lehrbuch der darstellenden Geometrie 2. Das rechtwinklige Zweitafelsystem: Kegelschnitte, Durchdringungskurven, Schraubenlinie. Springer, Berlin
- 1924: Lehrbuch der darstellenden Geometrie 3. Das rechtwinklige Zweitafelsystem: Krumme Flächen, Axonometrie, Perspektive. Springer, Berlin.